# ヘルマン・エアハルト
ヘルマン・エアハルト（Hermann Ehrhardt、1881年11月29日 - 1971年9月27日）は、ドイツ帝国海軍軍人。ヴァイマル共和政初期にドイツ義勇軍エアハルト海兵旅団の指揮官として活動し、カップ一揆の首謀者の一人となったことで知られている。

## 生涯

### 海軍軍人
1881年、バーデン大公国ディアスブルク（現在のバーデン＝ヴュルテンベルク州ホーベルク）の牧師の家庭に生まれる。高校生の時、担任に暴力を振るう同級生を殴ったため高校を中退し、1899年に士官候補生としてドイツ帝国海軍に入隊する。1904年に中尉に任官してドイツ領南西アフリカに赴任し、ルートヴィヒ・フォン・エストルフの指揮下でヘレロ・ナマクア虐殺に関与した。
1914年、第一次世界大戦が勃発した直後に魚雷艇小隊指揮官に任命される。1916年5月のユトランド沖海戦では第17魚雷艇小隊を指揮するが、戦闘中に乗艦SMS V27を撃沈される。同年10月にフランドルに異動となり、北海やドーバー海峡での作戦に従事し、1917年9月に少佐に昇進する。翌10月に第9魚雷艇小隊指揮官に任命され、敗戦まで指揮した。敗戦後はスカパ・フローに抑留された後、乗組員とともにヴィルヘルムスハーフェン行きの輸送船に乗船した。

### エアハルト海兵旅団

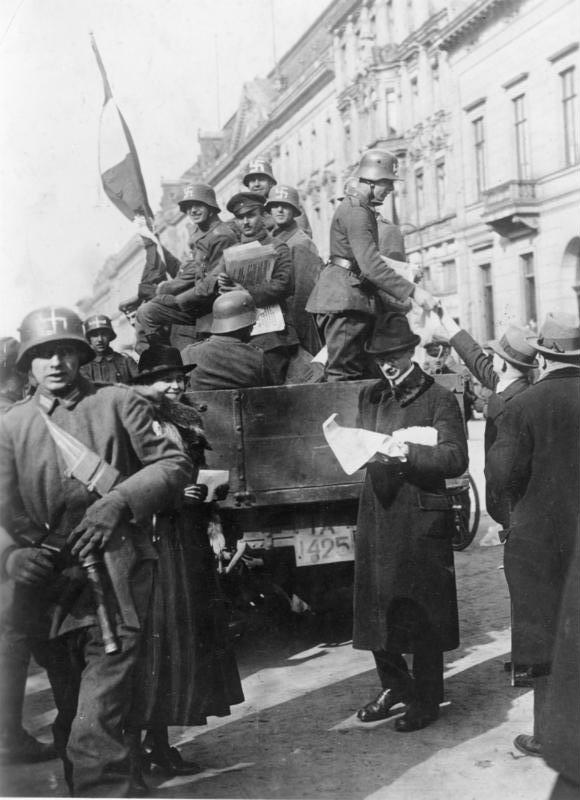
エアハルト海兵旅団（1920年3月13日）

1919年1月27日、ヴィルヘルムスハーフェンに到着したエアハルトは、同地がベルンハルト・クントがオルデンブルクで設立したレーテ共和国によって支配されていることを知る。エアハルトは復員兵300人を集め、同日夜にレーテ共和国の兵士1,000人が駐留する官舎を襲撃した。襲撃は失敗に終わったが、エアハルトはこれを機に武装組織の結成を計画する。
2月17日、エアハルトは反共武装組織エアハルト海兵旅団を結成した。エアハルト海兵旅団は榴弾砲などの重武装を施し、1,500人の兵力を有していた。エアハルトは軍事教練を終えた後、4月にゲオルク・ルートヴィヒ・ルドルフ・メルカーの指揮下に入りブラウンシュヴァイク11月革命の鎮圧に参加した。ドイツ義勇軍は11月にはブラウンシュヴァイクを制圧するが、レーテ指導者の捕縛に失敗した。4月30日には国防大臣グスタフ・ノスケの指示で各義勇軍と共同でバイエルン・レーテ共和国鎮圧に参加し、5月2日にミュンヘンを制圧した。バイエルン・レーテ共和国崩壊後の6月にはシレジア蜂起の鎮圧にも参加した。この時点でエアハルト海兵旅団の兵力は4,000人に拡大していた。1919年末から1920年にかけてベルリンで軍事教練に勤しむ一方、政治活動にも参加していた。

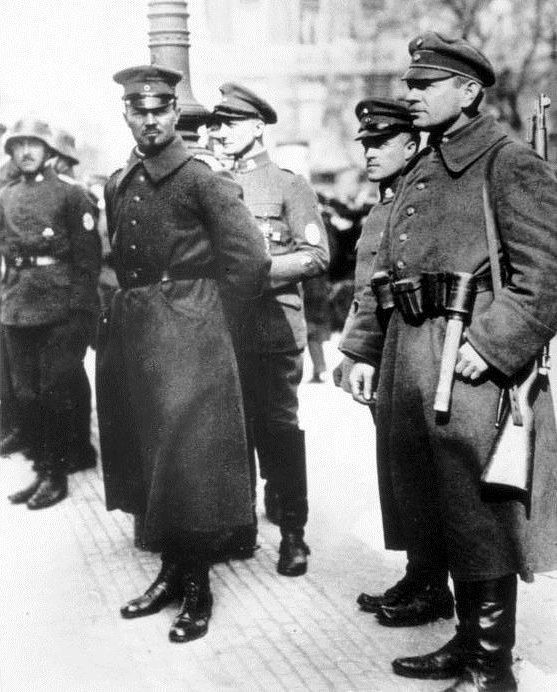
カップ一揆参加時（左から2番目）

1920年3月13日、エアハルトは元ベルリン地区司令官ヴァルター・フォン・リュトヴィッツの指揮でカップ一揆を引き起こし、ベルリンを占拠した。大統領フリードリヒ・エーベルトはシュトゥットガルトに脱出し、一揆の首謀者ヴォルフガング・カップが首相となり臨時政府を樹立した。しかし、4日後にエーベルトの指示でゼネストが開始され、一揆派の準備不足、特にカップとリュトヴィッツの意見の不一致もありカップ政権は崩壊、エアハルト海兵旅団も5月31日に解体に追い込まれ、エアハルトは9月10日に海軍から除隊させられた。ベルリン中央政府はエアハルトの逮捕状を請求したが、彼はグスタフ・フォン・カールが統治するバイエルン州ミュンヘンに逃亡していた。

### コンスル

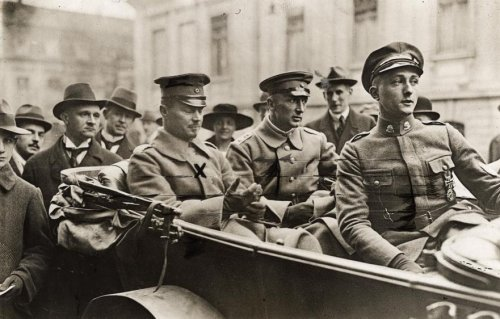
カップ一揆時のエアハルト（×印の人物、1920年3月13日）

解体されたエアハルト海兵旅団のメンバーはヴァイマル共和国軍に編入されたが、エアハルトら一部のメンバーは1920年秋にコンスルを結成した。コンスルはマティアス・エルツベルガー、ヴァルター・ラーテナウらの暗殺やフィリップ・シャイデマン暗殺未遂を起こし、エアハルトはエルツベルガー暗殺後にハンガリー王国に逃亡した。エアハルトの逃亡中、オットー・ピッティンガーがバイエルン州の右翼団体の統合を目論みコンスルと接触した。ハンガリーから帰国したエアハルトは統合に合意するが、彼は1922年11月に逮捕された。エアハルトは収監中の自身の代理としてエバーハルト・カウター中尉を指揮官代理に任命し、右翼団体の統合を指示した。カウターはエアハルトの指示に従い、1923年5月2日にドイツ全土に1万人のメンバーを抱えるヴィーキング同盟を結成した。
1923年7月、エアハルトは刑務所から脱走してスイスに逃亡した後、9月29日にミュンヘンに戻った。11月8日にはナチ党のアドルフ・ヒトラーと元ドイツ帝国陸軍参謀次長エーリヒ・ルーデンドルフがミュンヘン一揆を起こすが、エアハルトは協力を拒否している。彼は早い時期からナチ党と接触しており、突撃隊の指揮官として勧誘されていたが、「ああなんてことだ、あの愚か者は一体何を考えているんだ？」と一蹴し相手にしなかったが、最終的にエルンスト・レームの説得を受けてコンスルのハンス・ウルリヒ・クリンツィヒとアルフレート・ホフマンを推薦した。しかし、エアハルトは2カ月後に推薦を撤回している。

### 凋落と晩年

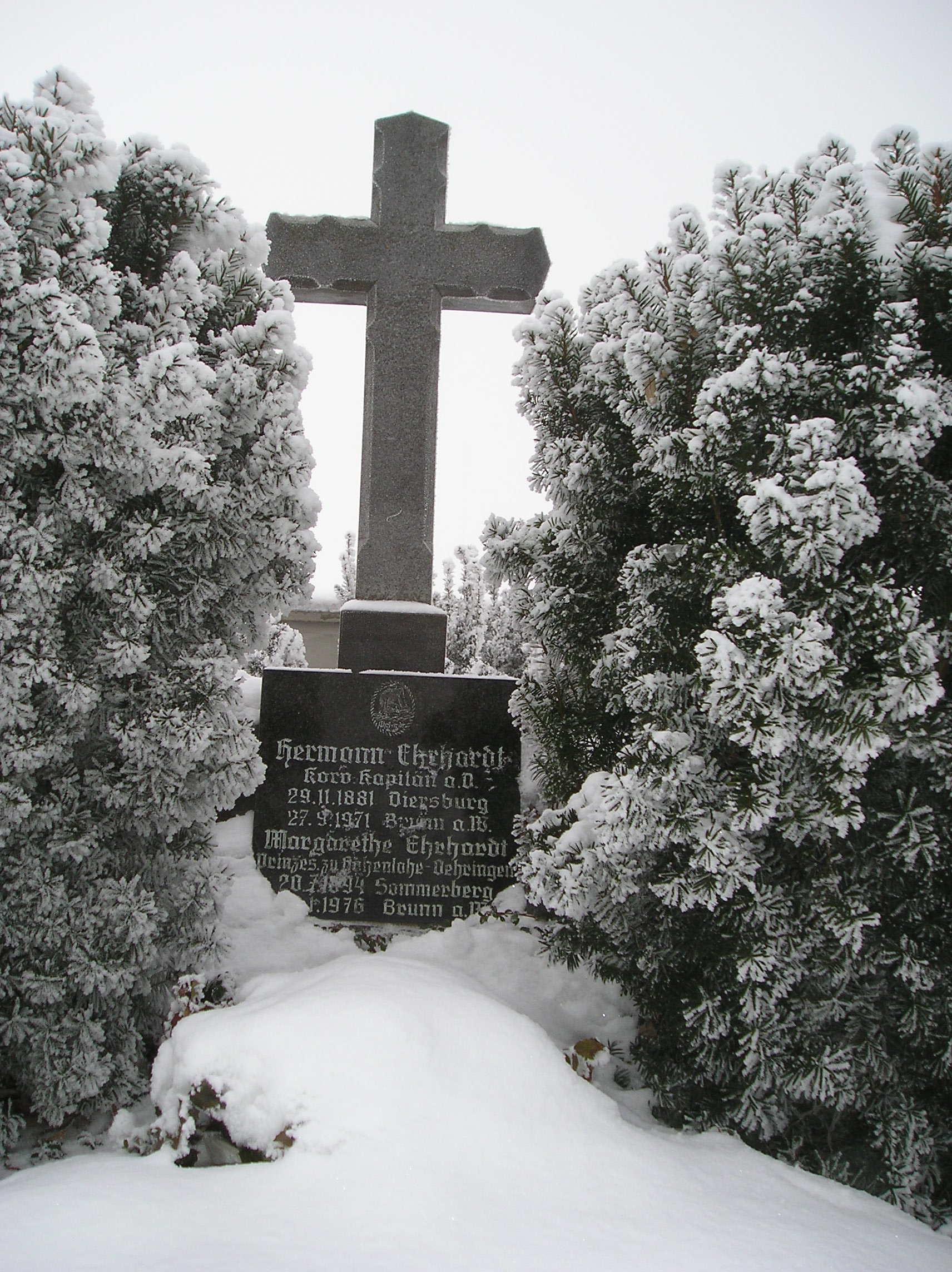
エアハルト家の墓

ミュンヘン一揆には失敗したものの、ヒトラーとナチ党は勢力を拡大していき、逆にエアハルトの右翼勢力における影響力は低下した。1924年4月に再び逮捕されそうになったエアハルトはオーストリアに逃亡し、1926年10月にパウル・フォン・ヒンデンブルク大統領からの恩赦を受けて帰国した。この間、指導者を欠いたヴィーキング同盟は弱体化して1928年4月27日に解散し、メンバーの大半はナチ党や鉄兜団、前線兵士同盟に加入した。
1931年、ハルトムート・プラースら反ナチ・反共のメンバー2,000人を集め「ゲフォルクシャフト」を結成した。エアハルトはナチ党の大衆扇動を批判し、ナチス左派のオットー・シュトラッサーと関係を築くなどしてヒトラーに対抗した。1933年にクレーズンの不動産クレーズン館を購入し、自身の隠れ家とした。同年6月28日に親衛隊は「クレーズン館で開くパーティに集まったメンバーを兵力として党に敵対しようとしている」と親衛隊本部に報告している。
1934年、長いナイフの夜が発生した際、エアハルトはナチ党の粛清リストに名前が挙げられていたが、クレーズン館の側にある森に脱走して親衛隊から逃れ、そのままスイスに亡命した。1936年、オーストリアのクレムス・アン・デア・ドナウに家族と共に移住し、1937年にはクレーズンの不動産を売却した。以後、エアハルトは政治活動から身を引き農民として余生を過ごし、1971年にニーダーエスターライヒ州ブルン・アム・ヴァルデで死去した。

## 人物
エアハルト海兵旅団は反ユダヤ主義的な傾向があったのに対し、自身は著作等で反ユダヤ主義者として扱われる事を嫌っていた。

## 家族
1927年8月13日、ホーエンローエ家のマルガレーテ・ヴィクトリア・ツー・ホーエンローエ＝エーリンゲン公女（Margarethe Viktoria Prinzessin zu Hohenlohe-Oehringen、1894-1976）とノイルピーンで結婚し、長女マリー・エリーザベトと長男ヘルマン・ゲオルクをもうけた。エアハルト夫妻の遺体はリヒテナウ・イン・ヴァルトフィアテルに埋葬されている。

## 著作
- Deutschlands Zukunft. Aufgaben und Ziele. J. F. Lehmann, München 1921.
- Kapitän Ehrhardt. Abenteuer und Schicksale. Nacherzählt. Hrsg. von Friedrich Freksa. August Scherl, Berlin 1924.